# 옥산초등학교 (전북)
옥산초등학교는 대한민국 전북특별자치도 군산시 옥산면 옥산리에 있는 공립 초등학교이다.

## 학교 연혁
- 1928년 6월 1일 옥산공립보통학교(4년제) 개교
- 1938년 4월 1일 교명 변경 (옥산공립심상소학교)
- 1939년 4월 1일 6년제로 개편
- 1941년 4월 1일 교명 변경 (옥산공립국민학교)
- 1981년 3월 9일 병설유치원 개원
- 1996년 3월 1일 옥산초등학교로 개칭
- 2003년 12월 20일 교사 증·개축(16실)
- 2019년 3월 1일 제34대 김정숙 교장 취임
- 2020년 2월 21일 제88회 졸업 (12명, 총 5,580명)
- 2020년 3월 1일 초등 7학급(특수 1학급), 유치원 1학급 편성

## 학교 상징
- 교화 - 영산홍
- 교목 - 소나무
- 교조 - 까치

## 참고 자료
- 옥산초등학교 - 한국교육학술정보원 학교알리미